# Hugo Suvcoplas
Hugo Suvcoplas (La Plata, Buenos Aires, Argentina, 20 de enero de 1940-La Plata, 5 de noviembre de 2003) fue un periodista y crítico de cine argentino.

## Carrera
Hugo Suvcoplas desde muy joven se sintió atraído por el cine, afición que volcó en notas y reportajes publicados en revistas de su ciudad natal y de la Capital Federal. Se recibió como realizador en la Universidad de La Plata.
En 1975 ingresó en el diario Crónica, lugar en donde fue por muchos años jefe de Espectáculos. En esta edición matutina desarrolló una labor tesonera en sus notas, nostálgicas y coloridas, y en los reportajes demostrativos de su amplio conocimiento del cine, del teatro y de la TV.
Posteriormente, en las décadas de 1980 y 1990, participó en numerosos artículos en revistas como columnista en Ahora, Gente, Así, Somos, entre muchas otras.
Ejerce su profesión en Irónica y en diversas audiciones radiales, en especial en Radio Rivadavia junto a Fernando Bravo. En 1983 participó como columnista del programa Agenda Ford por Radio Continental. Además fue secretario de redacción y crítico de El Heraldo del Cine, fundada por Chas de Cruz,  durante 30 años.
También se desempeñó como tesorero de la Asociación de Cronistas Cinematográficos de la Argentina, entidad a la que estuvo vinculado durante muchos años. Incluso en 1982, siendo miembro de la misma, organizó una semana de películas prohibidas por la censura de Miguel P. Tato que atrajo gran convocatoria de público al desaparecido cine Capitol.
En la década de 1970, Suvcovich sufrió un terrible accidente automovilístico al chocar contra un árbol, como resultado del siniestro sufrió graves lesiones que debieron demandar largo tratamiento y operaciones quirúrgicas. Por tal hecho demandó a la conductora Alicia Graciela Consoni, como así también el propietario del automóvil Ricardo Argentino Tomeo.